# 常州清真寺
常州清真寺亦称双桂坊清真寺，位于中国江苏省常州市天宁区公园路27号、公园路与双桂坊交叉口东南侧，为常州规模最大的清真寺。该寺为明洪武初年由常州府推官杨潋川舍宅所建，初名真教寺，原址在今人民公园西门对面，东侧的池子巷也因寺庙所在而亦称回回堂弄（今公园路），万历时曾修缮扩建，原建筑大部分毁于太平天国战乱，仅存乾隆时所建的牌楼（1950年扩建常州剧院时拆除），同治、光绪时又陆续重建了大殿和其他附属建筑，1997年翻建。后因南大街商业步行街的建设而于2003年至2006年10月迁址新建，今为主体六层，局部八层的阿拉伯式建筑，高36米，一侧建有高51米的宣礼塔。